# Mechanizm podatny

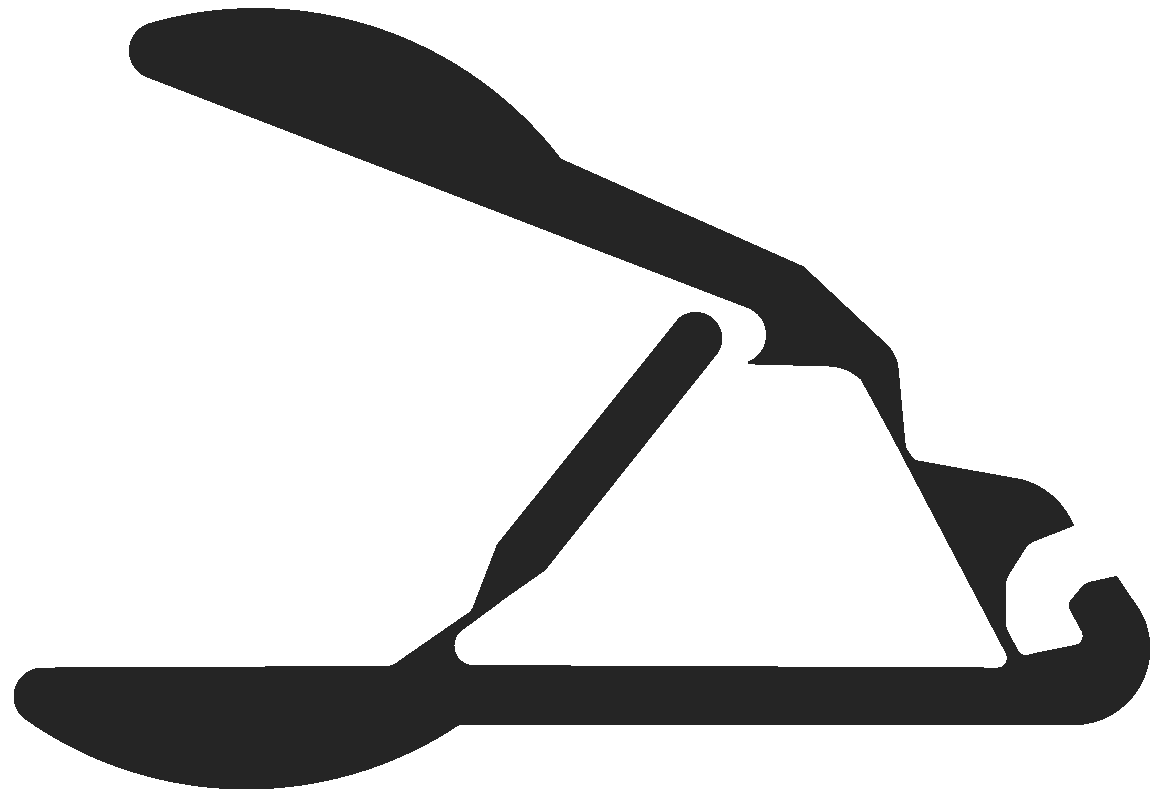
Szczypce jako mechanizm podatny

W inżynierii mechanicznej mechanizm podatny to mechanizm elastyczny, który przenosi siły i ruchy dzięki odkształceniu sprężystemu ciała. Część lub całość ruchu uzyskuje on dzięki względnej elastyczności swoich elementów, a nie tylko dzięki połączeniom sztywnych ciał. Mogą to być konstrukcje monolityczne (jednoczęściowe) lub zespół elementów bez przegubów. Niektóre popularne urządzenia będące mechanizmami podatnymi to zatrzaski do plecaków,  spinacze do papieru. Jednym z najstarszych przykładów mechanizmu podatnego jest łuk.

## Metody projektowania
Mechanizmy podatne mogą być projektowane przy użyciu jednej z dwóch metod.

### Metoda kinematyczna
Analizę kinematyczną można wykorzystać do zaprojektowania mechanizmu podatnego, tworząc model bryły pseudo-sztywnej. W tym modelu elementy elastyczne są modelowane jako przeguby sztywne połączone przegubami obrotowymi za pomocą sprężyn śrubowych. Inne struktury można modelować jako kombinację sztywnych połączeń, sprężyn i tłumików.

### Metoda optymalizacji strukturalnej
W tej metodzie wykorzystuje się metody obliczeniowe od optymalizacji topologicznej struktury. Oczekiwane obciążenie i pożądany ruch oraz przenoszenie siły są wprowadzane, a system optymalizowany jest pod kątem masy, dokładności i minimalnych naprężeń. Bardziej zaawansowane metody najpierw optymalizują podstawową konfigurację połączeń, a następnie optymalizują topologię wokół tej konfiguracji. Inne techniki optymalizacji skupiają się na optymalizacji topologii przegubów zginanych poprzez przyjęcie jako danych wejściowych sztywnego mechanizmu i zastąpienie wszystkich sztywnych przegubów zoptymalizowanymi przegubami zginanymi. Aby przewidzieć zachowanie struktury, wykonuje się analizę naprężeń metodą elementów skończonych, aby znaleźć odkształcenia i naprężenia w całej strukturze.
Opracowywane są inne techniki projektowania tych mechanizmów. Mechanizmy sprężyste wykonane w płaszczyźnie, które mają ruch wyłaniający się z tej płaszczyzny, są znane jako mechanizmy wyłaniające się z laminy (LEM).

## Zalety
Struktury podatne często stosowane są jako alternatywa dla podobnych mechanizmów wykorzystujących wiele części. Główne zalety mechanizmów podatnych to:
- Niski koszt: Mechanizm podatny zwykle można wykonać jako jeden element. Takie rozwiązanie pozwala na dużą oszczędność, gdyż znika koszt montażu i transportu podzespołów. Pojedynczy element można wykonać poprzez wytłaczanie, druk 3D, wtrysk, odlewanie co ułatwia produkcje i obniża jej koszt[1].
- Możliwość wytworzenia na jednej warstwie materiału: Mechanizmy podatne mogą być wytwarzane na jednej warstwie. Ta metoda jest bardzo popularna w produkcji mikroeletromechanicznych systemów (MEMS)[4].
- Możliwość wytwarzania bardzo małych mechanizmów[4].
- Brak tarcia: W mechanizmach w całości podatnych nie występuje tarcie, gdyż wszelki ruch wynika z odkształcenia elementów i magazynowanej podczas odkształcenia energii sprężystości, a nie z ruchów poszczególnych przegubów, co wyklucza istnienie powierzchni trących[1]. Znika też konieczność smarowania.
- Wysoka niezawodność: ograniczony zakres ruchu mechanizmu podatnego oraz ruch bez zużycia skutkują wysoką niezawodnością mechanizmów podporządkowanych[4].
- Połączenie funkcji ruchu i stabilizacji w jednym komponencie[4].
- Wysoka precyzja: Elastyczne elementy od dawna wykorzystywane są w urządzeniach o wysokiej precyzji z uwagi na powtarzalność ruchu np. sprężyny, resory[4].

## Wady
Zakres ruchu mechanizmu zależy od materiału i geometrii konstrukcji; ze względu na charakter połączeń zginanych żaden mechanizm podany nie może osiągnąć ciągłego ruchu jaki występuje w klasycznych połączeniach. Ponadto siły przenoszone przez mechanizm są ograniczone do obciążeń, które elementy konstrukcyjne mogą wytrzymać bez uszkodzenia. Ze względu na kształt połączeń zginanych, mają one tendencje do bycia miejscowymi koncentratorami naprężeń (karb). To, w połączeniu z faktem, że mechanizmy wykonują cykliczne lub okresowe ruchy, może powodować zmęczenie i ostatecznie doprowadzić do zniszczenia konstrukcji. Kolejną kwestią jest fakt, że całość lub część energii wejściowej magazynowana jest wewnątrz konstrukcji przez pewien czas, nie cała ta energia jest uwalniana w pożądany sposób. Z drugiej strony może to być pożądana właściwość pozwalająca na dodanie tłumienia do systemu.

## Zastosowanie

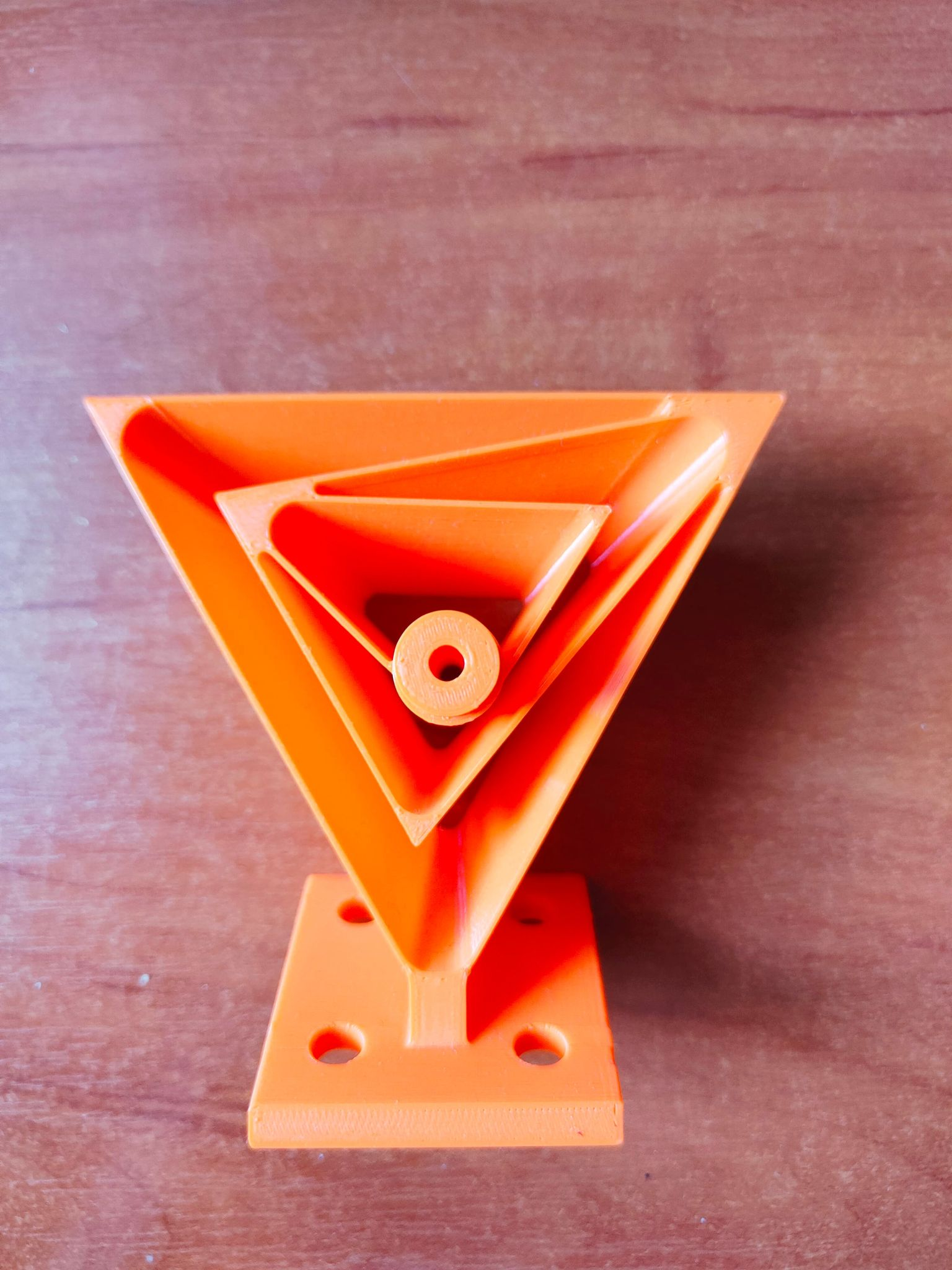
Podatny stabilizator pozycji

Najstarsze przykłady zastosowania mechanizmów podatnych pochodzą z czasu prehistorycznych (łuk i strzały). Niektóre konstrukcje katapult wykorzystywały energie sprężystości do miotania pocisków na dalekie odległości. Obecnie mechanizmy podatne wykorzystywane są w wielu dziedzinach takich jak struktury adaptacyjne i urządzenia biomedyczne. Mechanizmy podatne mogą być wykorzystywane do tworzenia mechanizmów samoadaptacyjnych, powszechnie stosowanych do jako chwytaki w robotyce.
Roboty wymagają wysokiej dokładności oraz mają ograniczony zasięg prowadzono szerokie badania nad mechanizmami podatnymi w robotach.
Mikroukład elektromechaniczny (MEMS) są jednymi z głównych zastosowań mechanizmów podatnych. MEMS korzystają z braku konieczności montażu i prostego planarnego kształtu struktury, która może był łatwo wytwarzana przy użyciu fotolitografia.
Jednym z przykładów jest napęd elastyczny lub sprężysty, często stosowany do sprzęgania silnika elektrycznego z maszyną (na przykład pompą). Napęd składa się z gumowego "pająka" umieszczonego pomiędzy dwoma metalowymi pieskami. Jeden pies jest przymocowany do wału silnika, a drugi do wału pompy. Elastyczność części gumowej kompensuje każdą niewielką niewspółosiowość między silnikiem a pompą. Patrz połączenie szmatowe i giubo

## Galeria

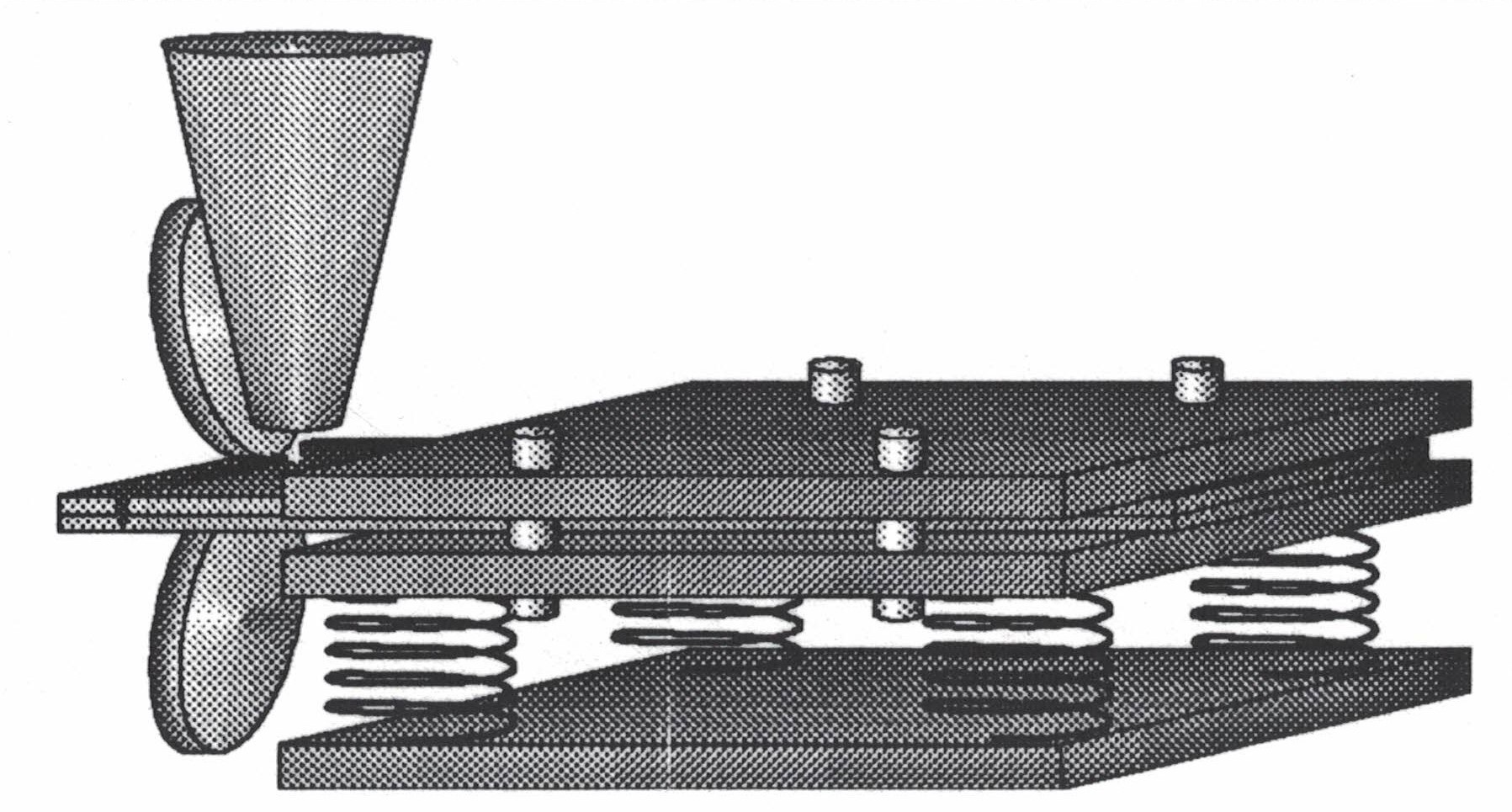
Robot do spawania laserowego pozycjonuje detale za pomocą mechanizmu podatnego między stołem a uchwytem
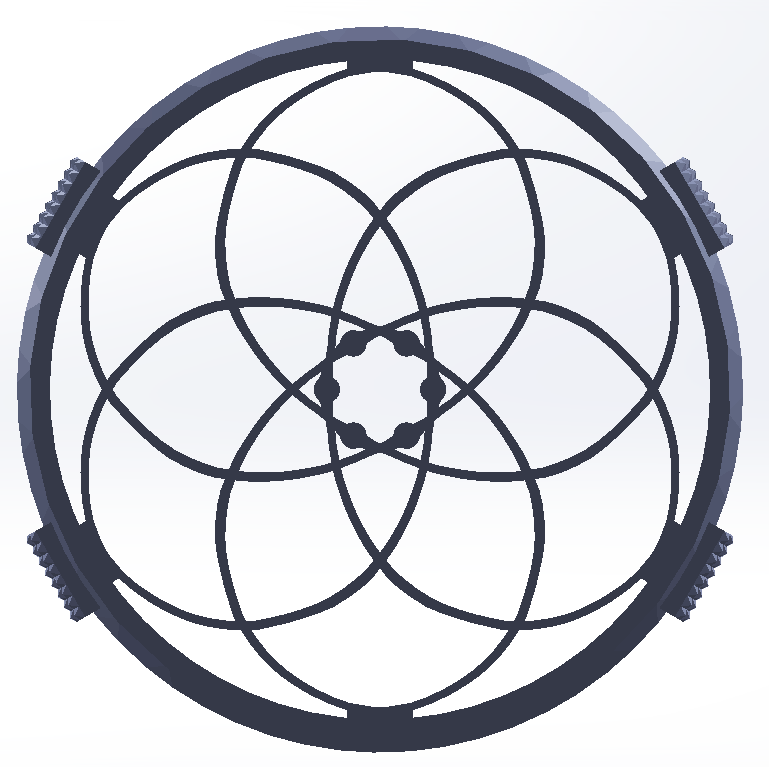
Mechanizm podatny Iris – zamknięty
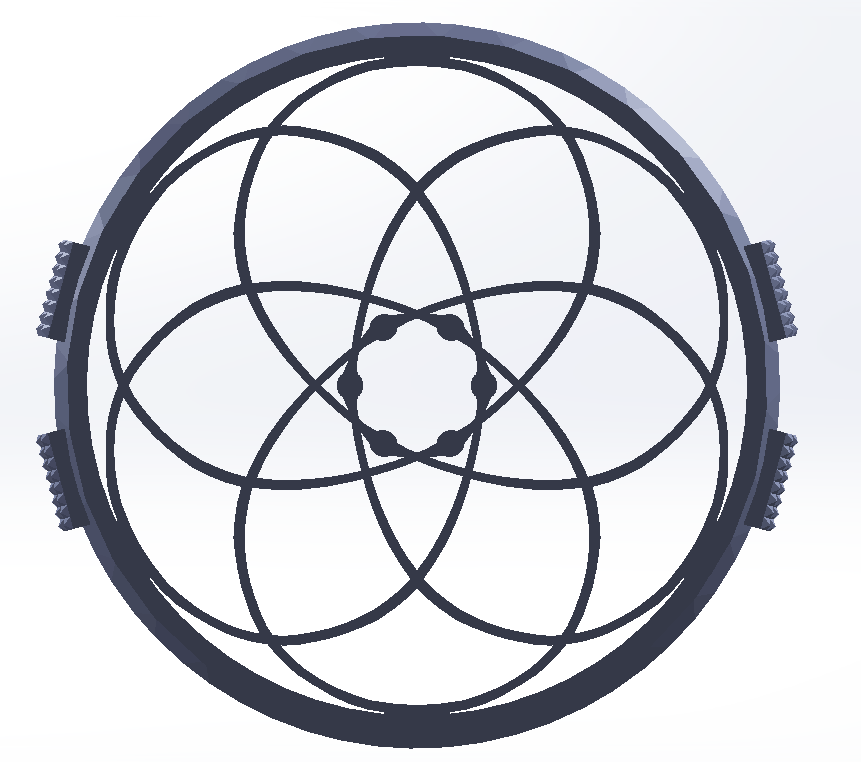
Mechanizm podatny Iris – otwarty
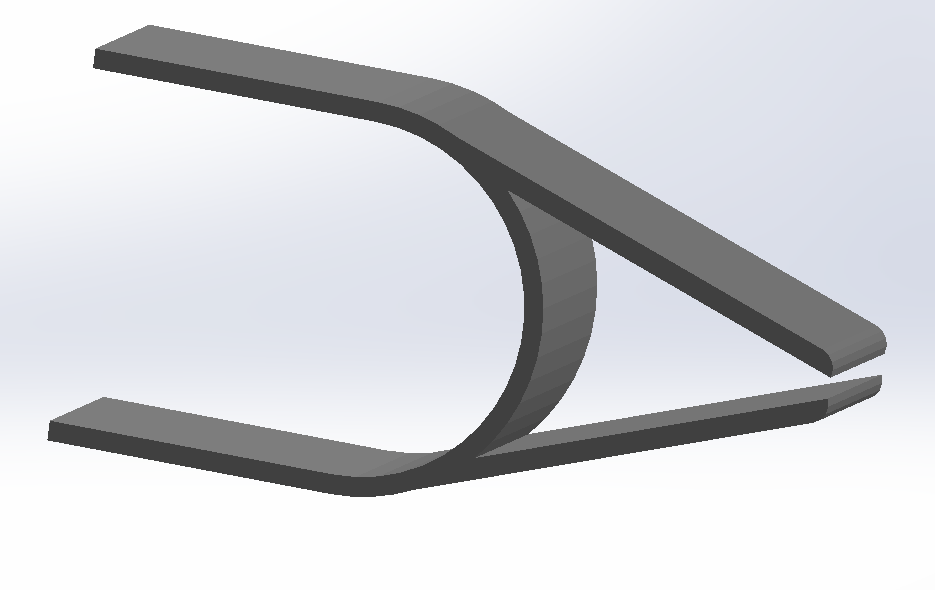
Podatny klips
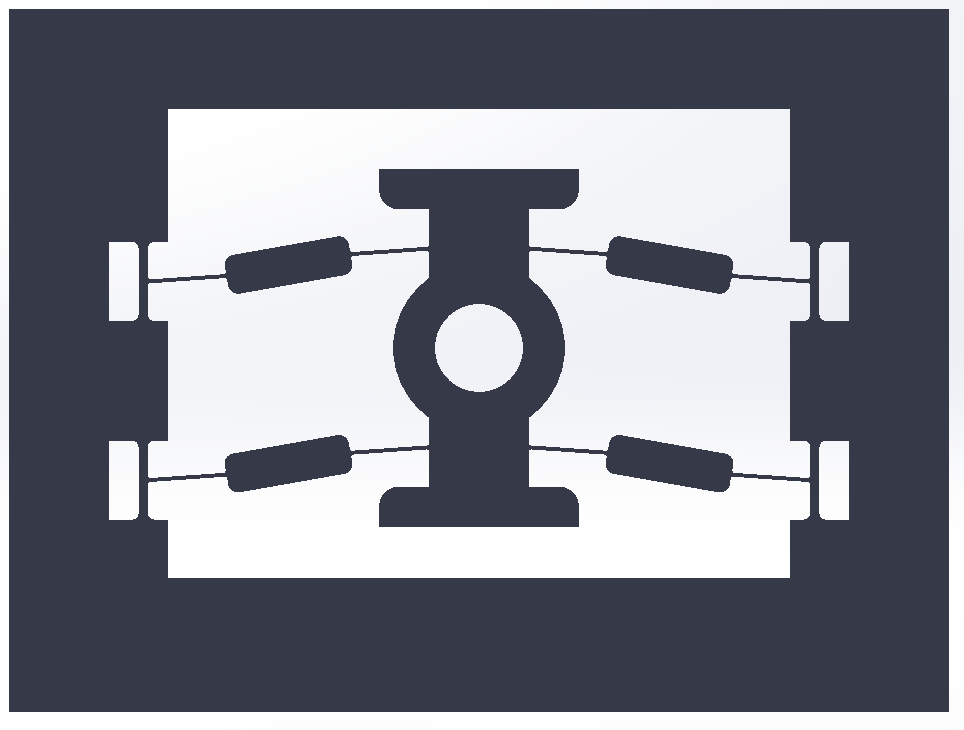
Przełącznik bistabilny mechanizm podatny.